# Mozart in Moskau
Mozart in Moskau ist eine Oper des niederländischen Dramatikers und Regisseurs Ad de Bont mit Musik von Kurt Schwertsik.

## Handlung
Das Stück spielt in Mannheim und Moskau im 18. Jahrhundert.

## Inszenierung
Die Uraufführung der Oper fand am 13. Juli 2014 durch die Junge Oper des Nationaltheaters Mannheim statt. Als Zielgruppe gelten Erwachsene sowie Kinder ab acht Jahren. Der Text von Ad de Bont wurde von Barbara Buri aus dem Niederländischen ins Deutsche übersetzt. Die musikalische Leitung der Produktion hatten Francesco Damiani und Lorenzo Di Toro. Regie führte Daniel Pfluger. Die Bühne stammte von Tessa-Veronika Janus, die Kostüme von Janine Werthmann und das Lichtdesign von Christian Wurmbach. Dramaturg war Anselm Dalferth. Die Darsteller waren Sebastian Brummer (Mozart), Astrid Kessler bzw. Constanze Kirsch (Pamina/Konstanze), Ludovica Bello (Großherzogin/Aloysia), Andreas Beinhauer/Nikola Diskić (Sebastian), Andreas Beinhauer (Sebastian), David Lee/Ziad Nehme/Christian Sturm (Großherzog/Katharina die Große) und Birte Hebold (Puppenspielerin).

## Musik
Die Musik zu dem Stück komponierte Kurt Schwertsik, der hörbar auf die musikalische Sprache von Wolfgang Amadeus Mozart zurückgreift.